# Borislav Ivanov (karateka)
Pour les articles homonymes, voir Ivanov.
Borislav Penchov Ivanov (en bulgare : Борислав Пенчов Иванов) est l'athlète bulgare le plus récompensé en karaté olympique et est actuellement coach de karaté.

## Biographie
Borislav Ivanov est né le 18 janvier 1977 à Kyustendil en Bulgarie. Il a commencé sa carrière de karaté à l'âge de quatorze ans dans son club de karaté local "Pautalyia". En 1992, il participe à sa toute première compétition et remporte la première place au championnat national de Bulgarie. En 1999, Ivanov obtient un diplôme d'entraîneur à l'Académie nationale des sports.

## Carrière
Ivanov est le compétiteur bulgare le plus titré en karaté olympique. Au cours de sa carrière, il a remporté quatre médailles de bronze au championnat d'Europe et une médaille de bronze au championnat du monde pour les jeunes. Il est le seul bulgare à avoir remporté une médaille quelconque en karaté masculin. Sa dernière compétition a été le championnat du monde de karaté 2016 à Linz, en Autriche. Borislav Ivanov a également entraîné les karatékas bulgares de 2000 à 2008. Il a fondé son propre club de karaté "Daris" avec des centres de formation à Kystendil et Sofia, où il est président et entraîneur en chef.

## Prix et titres remportés
- 3ème place - Championnat du monde - jeunes - kumité - 60 kg à Sofia, Bulgarie - 1999.
- 3ème place - Championnat d'Europe - hommes - kumité - 60 kg à Chalcis, Grèce - 1999.
- 3ème place - Championnat d'Europe - hommes - kumité - 60 kg à Tallinn, Estonie - 2002.
- 3ème place - Championnat d'Europe - hommes - kumité - 60 kg à Moscou, Russie - 2004.
- 3ème place - Championnat d'Europe  - hommes - kumité - 60 kg à Bratislava, Slovaquie - 2007.
- 8 fois Champion de Karaté des Balkans.
- Plusieurs fois Champion bulgare dans des compétitions diverses[2].